# Draba cappadocica
Espèce
Classification phylogénétique
Draba cappadocica, ou drave de Cappadoce, parfois appelée drave orientale, est une espèce végétale de la famille des Brassicaceae (crucifères).

## Description et distribution
Cette drave endémique de l'Asie mineure se présente en coussin de 3 à 4 cm de hauteur et pousse sur des crevasses et des étendues rocheuses entre 2 400 et 2 900 m d'altitude.

## Taxonomie
Synonyme
- Drava calycosa.